# Zwei Nasen tanken Super
Zwei Nasen tanken Super ist eine deutsche Filmkomödie von 1984 mit Mike Krüger und Thomas Gottschalk. Bei dem Film handelt es sich um eine Fortsetzung von Die Supernasen, ebenfalls mit Gottschalk und Krüger.

## Handlung
Tommy und Mike, mal wieder ohne Job und ohne Geld, geraten auf der Suche nach einer öffentlichen Toilette auf eine Automobilausstellung und werden dort prompt als 100.000. Besucher geehrt.
Der Hauptpreis sind zwei Trikes, zusätzlich gibt es einen Stapel Hamburger-Gutscheine und eine Camping-Ausrüstung. Was die beiden jedoch nicht wissen: In einem angrenzenden Museum sind in der Nacht zuvor zwei weltberühmte Edelsteine, die „Tigeraugen“, gestohlen und in der Verzierung der Trikes versteckt worden.
So machen sich die beiden auf in Richtung Österreich, nicht ahnend, welchen Wert ihre Trikes wirklich haben. Unterwegs nehmen sie zwei Anhalterinnen mit: Tommy eine Artistin, die nach Villach zu ihrem Zirkus will, und Mike eine Krankenschwester, die in Klagenfurt arbeitet. Zum Abschied bekommen die beiden Mädels von ihren Verehrern jeweils einen Edelstein geschenkt, wobei es sich um eben jene unbezahlbaren „Tigeraugen“ handelt.
Die Ganoven, die ihre Steine natürlich wiederhaben wollen, bleiben den beiden ständig auf den Fersen und es kommt zu einigen turbulenten Verfolgungsjagden.

## Hintergründe
Der Filmtitel ist eine Anspielung auf die markanten Nasen der beiden Hauptdarsteller sowie den Film Die Supernasen, den Gottschalk und Krüger zuvor gemeinsam gedreht hatten. Gemeinsam mit Piratensender Powerplay und Die Einsteiger spricht man auch von den vier Supernasen-Filmen.
Kurze Gastauftritte haben Jürgen von der Lippe als Hamburger-Restaurant-Manager, Otto Retzer als Krankenhauspatient, Hans-Werner Olm als Moderator auf der Ausstellung, Dagmar Berghoff als Nachrichtensprecherin, sowie Anthony Powell als Künstler. Der österreichische Filmproduzent Karl Spiehs, der den Gangsterboss spielte, ließ sich synchronisieren – diese Aufgabe übernahm Thomas Reiner. Thomas Gottschalks damalige Frau Thea Gottschalk hat, wie schon im Vorgängerfilm, eine kleine Nebenrolle.
Bis auf die Anfangssequenz im BMW Museum in München und die spätere Szene im Grünwalder Stadion in München wurde der Film in Österreich gedreht. In Österreich diente das alte Casino in Velden (heute Villa Bulfon) als Kulisse für den kurzen Stopp vor der Weiterfahrt zum Hamburgerrestaurant. Das Hamburgerrestaurant selbst ist die heute noch bestehende Pizzeria Moro bzw. deren Garten. Auch das Werzer Bad am nördlichen Ufer des Wörthersees wurde als Drehort genutzt. Als Krankenhaus diente das Unfallkrankenhaus in Klagenfurt. Das Möbelhaus ist tatsächlich ein echtes Möbelhaus an der Ostausfahrt von Klagenfurt und steht heute noch (leicht verändert) dort. Die in Minute 64 gezeigte Shell-Tankstelle existiert im Jahr 2023 als OMV-Tankstelle in Pörtschach, Hauptstraße 232. Die Tankstelle selbst wurde bei einem Umbau stark verändert, das Hotel gegenüber (am Anfang der Szene) existiert noch fast unverändert.
Den Film besuchten 6,6 Millionen Zuschauer in westdeutschen Kinos.

## Kritiken
„Fortsetzung des Supernasen-Heulers, diesmal als Flucht-Road-Movie. Das Blödelduo Gottschalk/Krüger ist sich für keine Plattheit zu schade, die das Drehbuch ihm einbrockt; filmischer Absturz ins Kintopp der Adenauer-Ära. - Wertung: Flop“